# 4752 Myron
4752 Myron este un asteroid din centura principală, descoperit pe 29 septembrie 1973 de Cornelis van Houten și Tom Gehrels.